# Renate Künast

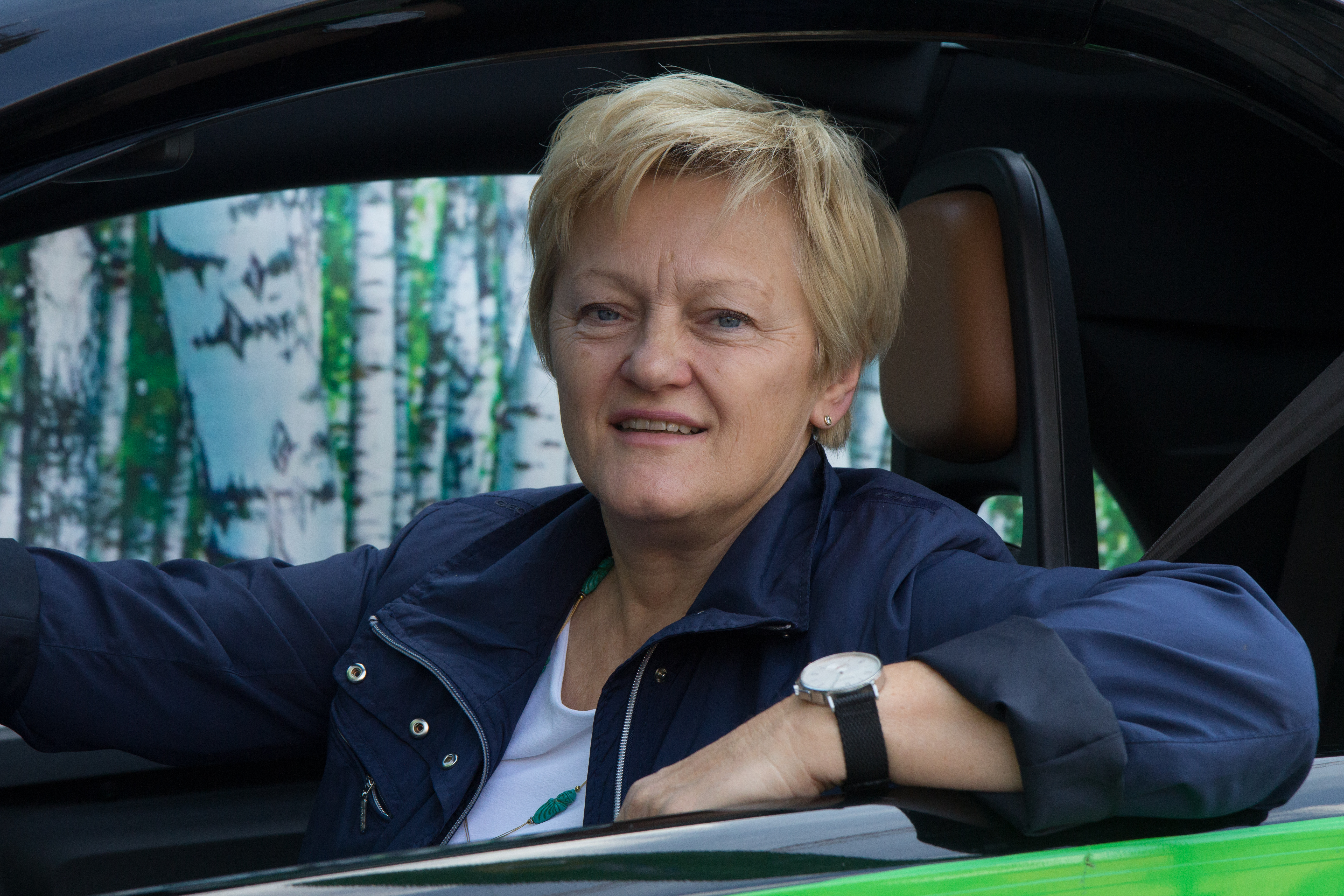
Renate Künast, 2017.

Renate Künast (nacida el 15 de diciembre de 1955 en Recklinghausen, Renania del Norte-Westfalia) es una política alemana del partido de Los Verdes. Entre 2001 y 2005, fue Ministra Federal de Agricultura, Alimentación y Protección del Consumidor. Entre 2005 y 2013 fue Portavoz del grupo parlamentario de su partido en el Bundestag, del cual es miembro desde 2002.

## Carrera
Renate Künast estudió Trabajo Social en Düsseldorf y trabajó en esta profesión en una cárcel berlinesa entre 1977 y 1979. Después, estudió Derecho y trabajó como abogada. 
En 1979, entró en el partido verde alemán (Bündnis 90 / Die Grünen), siendo miembro de la Cámara de Diputados de Berlín entre 1985 y 1987 y entre 1989 y 2000, donde fue portavoz del grupo de su partido entre 1989 y 1993 y a partir de 1998. Entre junio de 2000 y marzo de 2001, fue una de los dos presidentes de su partido a escala federal. Sin embargo, como su partido no admitía ejercer al mismo tiempo un cargo público y un cargo de partido, dimitió como presidenta del partido al ser nombrada Ministra Federal de Agricultura, Alimentación y Protección del Consumidor en el gobierno de Gerhard Schröder en 2001. En 2002, obtuvo un escaño en el parlamento federal (Bundestag) alemán.
Su entrada en el gobierno fue marcado por la crisis de las "vacas locas", que había llevado a la dimisión de su antecesor en el cargo. Künast cambió el nombre de su ministerio (que antes se había llamado "ministerio federal de Alimentación, Agricultura y Bosques") y destacó por sus medidas para fomentar la producción sostenible y ecológica de alimentos (el llamado "cambio agrario" alemán), sin evitar la confrontación con el lobby agrario alemán.
En las elecciones federales de 2005, el gobierno rojiverde ya no consiguió una mayoría, por lo que se formó una "gran coalición" entre democristianos y socialdemócratas y Los Verdes se pasaron a la oposición. Después de que Joschka Fischer se retirara de la política activa, Renate Künast pasó a ser la dirigente más destacada de su partido. Entre 2005 y 2013 fue junto con Fritz Kuhn una de los dos portavoces del grupo parlamentario de su partido en el Bundestag. En la actualidad continúa siendo miembro del Parlamento.
Para las elecciones estatales de Berlín de 2011 fue la candidata de los Verdes.